# 멜로니 디아즈
멜로니 디아즈(Melonie Diaz, 1984년 4월 25일 ~ )는 미국의 배우이다.

## 출연 작품
- 그링고 - 미아 역
- 더 퍼스트 퍼지